# Maxíci
Maxíci jsou česká hudební skupina.
Skupina Maxíci vznikla na podzim v roce 2015 po odchodu Pavla Vohnouta z Maxim Turbulenc. Pavel Vohnout oslovil své kamarády Přemysla Stoklasu a Petra Panochu, aby společně pokračovali v tvorbě hudby a koncertování, jako tomu bylo v MT prvních deset let. V novém uskupení Maxíci tedy působí bývalí členové MT. Petr Panocha opustil MT v roce 2005. Přemysl Stoklasa dal v roce 1994 přednost rodině před působením v MT a místo něj byl přibrán do MT Daniel Vali.
Maxíci hrají na koncertech známé písničky, které Pavel Vohnout a Petr Panocha natočili v MT, ale také nahrávají a vydávají písničky zcela nové. Maxíci navazují na původní myšlenku, se kterou Pavel Vohnout a Petr Panocha zakládali Maxim Turbulenc. Maxíci hrají a zpívají na koncertech živě, což je rozdíl oproti Maxim Turbulenc, kteří zpívají pouze na playback.
První vydané CD (2015) se jmenuje Baby Pop a najdete na něm 11 nových autorských písniček. U posluchačů bodují Slůňata, Ajťák, Vodník. V roce 2016 oslovují Maxíci české interprety k nahrání společné písně Šťastná hvězda (celkem jich bylo 43). Vzniká videoklip. Skladba byla natočena pro nadační fond Šťastná hvězda. V roce 2017 vydávají Maxíci další CD s názvem Útok králíků, které je rovněž autorské (obsahuje 13 písní). Z druhého vydaného CD jsou u fanoušků oblíbené písně např. Země Maxíků, Krtek, Hroch. V roce 2018 skupina koncertuje po republice, ale stihli si odskočit i do Chicaga v USA, kde natočili videoklip Jenom jeden svět. V květnu 2019 vydávají Maxíci dvoj CD 25 Let Turbulencí, které obsahuje 30 největších hitů, které členové skupiny Maxíci za 25 let na hudební scéně vytvořili. Nechybí tedy legendární Mašinka, Král s Kytarou, Báječný chlap, Mraveneček a další.
V roce 2024 na vlastní žádost a ze zdravotních důvodů odchází Petr Panocha. Místo něj do skupiny nastupuje Oskar "Paleček" Kowalski. 

## Složení skupiny
- Pavel Vohnout (Kyklop)
- Přemysl Stoklasa (Šemík)
- Petr Panocha (Pancha) - do 2024
- Oskar Kowalski (Paleček) - od 2024

## Diskografie
- Baby Pop (2016)
- Útok králíků (2017)
- 25 Let Turbulencí (2019)